# Karlo Kodrić
Karlo Kodrić (ur. 2000) – chorwacki zapaśnik walczący w stylu klasycznym. Zajął dziewiąte miejsce na mistrzostwach świata w 2024.
Drugi na MŚ U-23 w 2022 i trzeci w 2023. Trzeci na ME juniorów w 2019 roku.